# Roberto Terenzi
Roberto Terenzi (Pesaro, 26 giugno 1960) è un ex cestista italiano.